# Воронежский концертный зал
Воронежский концертный зал — концертный зал в Воронеже, располагающийся по адресу: Театральная улица, 17.
Проект был разработан московским институтом «Гипротеатр» (архитекторы Ф. Евсеев, М. Евсеева, инженер Г. Зеликман) в середине 1970-х годов как новая сцена Воронежского драматического театра. Здание фунционирует как концертный зал с 2012 года, после завершения реконструкции исторического здания театра драмы.
В здании имеются большой зал на 782 места и малый на 178 мест. В воронежском концертном зале функционирует театральный коллектив «Театральная 17», хор и оркестр.
5 апреля 2022 года концертный зал публично поддержал войну против Украины, разместив баннер с латинской буквой «Z».